# Preben Kannik
Preben Frantz Kannik, född 22 februari 1914 i Frederiksberg, död 12 juli 1967 i Gentofte, var en dansk konservator och militärhistoriker.
Kannik avslutade en utbildning i målarkonst 1934, knöts till Tøjhusmuseet i Köpenhamn 1935, blev konservator 1956 och var under många år föreståndare för museets uniformsavdelning. Han företog studieresor i Europa och USA samt var bland annat medlem av 1945 års uniformskommission. Han tog 1944 initiativ till stiftandet av Dansk Militærhistorisk Selskab och var dess president 1944–1958. År 1966 deltog han i stiftandet av Ordenshistorisk Selskab i Danmark. Han tilldelades Commandant Eugène Louis Bucquoys minnesstipendium 1960 och Norra skånska infanteriregementets hedersplakett 1961.